# Marian Gustek
Marian Gustek (ur. 26 czerwca 1928 w Bieczu, zm. 10 kwietnia 2006 w Katowicach) – polski działacz partyjny i państwowy, inżynier górnictwa, podsekretarz stanu w Ministerstwie Górnictwa (1981) i Ministerstwie Górnictwa i Energetyki (1981–1987).

## Życiorys
Syn Ludwika i Julii. Uczył się w Gimnazjum Ogólnokształcącym w Bieczu. Absolwent Szkoły Partyjnej przy KC PZPR (1951). i Wydziału Górniczego Akademii Górniczo-Hutniczej w Krakowie. Pracował jako inżynier górnictwa, kierował Kopalnią Węgla Kamiennego „Kleofas” w Katowicach (1967–1974) i Dąbrowskim Zjednoczeniem Przemysłu Węglowego w Sosnowcu (1974–1981). Pełnił funkcję prezesa klubów piłkarskich Rozwój Katowice (1969–1974) i Zagłębie Sosnowiec (1974–1978, w tym czasie drużyna dwukrotnie zdobyła Puchar Polski). W latach 80. przewodniczył zarządowi Towarzystwa Przyjaźni Polsko-Radzieckiej w województwie katowickim.
W 1951 wstąpił do Polskiej Zjednoczonej Partii Robotniczej, był instruktorem w Wydziale Węglowym Komitetu Wojewódzkiego PZPR w Katowicach/Stalinogrodzie (1954–1957) i członkiem egzekutywy tego komitetu (1981–1989). Zajmował stanowiska podsekretarza stanu w Ministerstwie Górnictwa (kwiecień – sierpień 1981) oraz Ministerstwie Górnictwa i Energetyki (sierpień 1981 – listopad 1987), a także przewodniczącego Państwowej Rady Górnictwa (1987–1990) i członka Rady Ochrony Pamięci Walk i Męczeństwa (1988–1990). Jako wiceminister od 1984 kierował zespołem mającym połączyć górnośląskie kopalnie. Uczestniczył w obradach Okrągłego Stołu jako przewodniczący podzespołu ds. górnictwa ze strony koalicyjno-rządowej. W 1989 bez powodzenia kandydował do Senatu w okręgu katowickim (zajął 8. miejsce na 18 kandydatów). W późniejszych latach był m.in. przewodniczącym katowickiego oddziału Stowarzyszenia Współpracy Polska-Wschód.
Został pochowany na Centralnym Cmentarzu Komunalnym w Katowicach.